# 高松三越
株式会社高松三越（たかまつみつこし）は香川県高松市内町で営業する百貨店およびその運営会社。香川県で唯一の日本百貨店協会加盟店舗である。
三越伊勢丹ホールディングスの完全子会社である。

## 概要
- 所在地：香川県高松市内町7番1号
- 建物規模
  - 本館：地上6階地下2階
  - 新館：地上6階地下1階

本館地下2階と新館6階は事務室で、売場としては使われていない。
- 営業時間：本館10:00-19:00、壱番街東館10:00-20:00
- 売上高：266億円（2008年度）[2]

## 歴史
1931年、三越高松店としてオープン。三越として中国・四国地方初の出店である。出店以来、ことでん瓦町ビルにコトデンそごうおよびその後継テナントである高松天満屋が存在した期間（1997年4月 - 2014年3月。途中2001年のテナント交代時に約4ヶ月の閉店時期あり）を除き、高松市内唯一の百貨店である。
1945年7月4日の高松空襲では、近くの百十四銀行本店（現・高松支店）とともに焼け残った。しかし、内部が大きく損傷してしまったため、1967年に建て替えのため一旦閉店、1968年に再オープンした。
1999年に新館がオープン。このとき本館は新館との連絡通路を確保するため地下1階 - 4階までのバックヤードと5階の旧催事場をつぶして売場に改装し、また客用3台・事務用2台あったエレベーター（日本オーチス・エレベータ製）を客用1台を残して撤去し、残したエレベーター裏手に客用・事務用1台ずつ（いずれも東芝エレベータ製。後に残存分も同社製に交換。なお新館のエレベーターは日立製）設置する手法が採られた。2006年11月、隣接する丸亀町壱番街に高級ブランド店をオープンさせ、本館も全館リニューアルオープンした。
三越（現・三越伊勢丹）の親会社である三越伊勢丹ホールディングスによる地方店舗の分社化に伴い、2010年4月1日に株式会社高松三越として分社化（法人設立は2009年10月1日）された。なお、「高松三越」という名称は分社化以前より通称として使用されていた。
2020年の新型コロナウイルス感染症パンデミックにより、およそ1ヶ月間の休業を行ったほか、営業再開後も出入口の限定、マスク着用の呼びかけ、入口でのサーモグラフィカメラによる検温、熱発者入店謝辞などの感染拡大予防対策が行われていたが、2023年5月の感染症法上類型の変更に伴い出入口限定ほか対策の一部が緩和された。

## 店舗

### 高松三越（店舗）
中国・四国地方最大の三越
2010年現在、三越は中国・四国地方に広島三越、松山三越、高松三越の3店舗が存在するが、高松三越は売上、売場面積とも他の2店舗を上回っている。
開店時期もこれら3店舗中唯一戦前から営業している店舗であり、三越全店でも早期の部類に入る。
発音の方言化
昭和時期「みつごし」と発音する人が多く、その名残は今でも根強い。「つ」の無声化や「ご」の鼻濁音化など、西日本方言ではあまりみられない発音上の特徴があり、このことは、同店が開店した時期に聴取できるようになったラジオ放送による共通語発音の流入とも関係すると考えられる。

### サテライトショップ
高松三越が運営するサテライトショップに、三越坂出、三越丸亀、三越観音寺、三越徳島がある。
- 三越坂出（香川県坂出市京町3-1-3）
- 三越丸亀（香川県丸亀市山北町50-1（丸亀バサラ内））
- 三越観音寺（香川県観音寺市栄町1-4-21）
- 三越徳島（徳島県徳島市寺島本町西1丁目5番地（アミコ東館）） - 2020年に閉店したそごう徳島店の跡地に出店。2021年10月に「高松三越POP UP SHOP」として先行オープンし、2022年4月グランドオープン。

## アクセス
- ことでん片原町駅より徒歩3分
- JR四国高松駅より徒歩10分
- 最寄バス停　ことでんバス三越前バス停
- 駐車場　店舗周辺に駐車場有り。高松三越で3,000円以上の買い物で2時間無料。

## 周辺
- 高松中央商店街（高松丸亀町壱番街）
- 高松中央郵便局
- 西日本放送本社
- 四国電力本社
- 高松城（玉藻公園）
- 高松市美術館
- 香川県道159号高松港線（三越通り）
- 中央通り（国道30号）
- 高松高等裁判所・高松地方裁判所・家裁・簡裁
- 高松法務局・高松高等検察庁・高松地方検察庁・高松区検・高松矯正管区・高松出入国在留管理局